# The Fighter: Music from the Motion Picture
The Fighter: Music from the Motion Picture è  la colonna sonora del film The Fighter diretto da David O. Russell nel 2010. 
Il disco è stato composto da Michael Brook ed è stato pubblicato il 6 dicembre del 2010.

## Il disco
L'autore compone le musiche di questo film mescolando elementi classici che si intersecano con la sensibilità della storia. Infatti, l'aspetto cupo della relazione tra i due fratelli, compresa la tensione della lotta interiore di Micky Ward (interpretato nel film da Mark Wahlberg) a divenire un campione di pugilato, viene enfatizzato da una partitura elegante che filtra lentamente tra le sfumature del rapporto conflittuale che il pugile ha con il fratellastro Dicky Eklund (interpretato nel film da Christian Bale) e con il resto della famiglia.
Brook direziona la musica in modo che le scene specifiche e importanti, emergano per far riflettere lo spettatore su quanto sta accadendo sullo schermo.
(Michael Brook in un'intervista rilasciata a Rick Florino per il sito artistdirect.com, 17 dicembre 2010)

## Tracce
Di seguito le tracce contenute nell'album:
1. On The Couch - 1:13
2. First Kiss - 1:12
3. Not Going To Help - 1:00
4. Hand Beating - 1:11
5. Jail - 1:45
6. Detox - 0:55
7. He Slipped - 1:55
8. It's My Life - 2:23
9. Ladies Day Out - 1:09
10. Ward Vs. Sanchez - 2:05
11. Dickie Released - 1:56
12. Mickey Fires Dickie - 1:16
13. Cakewalk - 2:01
14. Ward Vs. Neary - 5:10

Nella versione scaricabile da iTunes è presente una traccia ulteriore:
1. Close Credit Alt (Bonus Version) - 1:06